# 吳天瑜
吳天瑜（1978年11月8日—），前名為吳淑心，出生於馬來西亞柔佛州新山，為1998年Astro国际华裔小姐竞选冠軍，是一名馬來西亞華裔影視女演員。

## 簡介
吳天瑜，出生於馬來西亞，被封為" 最有樣貌的實力派女演員”實力備受認同。 在1998年19岁时參加了馬來西亞Astro華麗台所舉辦的馬來西亞華裔小姐競選獲得冠軍和五大獎項。之後代表馬來西亞參加國際華裔小姐競選，和葉璇是大熱門。她獲得簽約禾兩年，但不到一年，嘉禾解散藝人管理部。過後她和驕陽電影簽下三年的經理人合約，其後更在有線衛視新知台擔任主播。
2008年回归馬來西亞拍攝的《情牽南苑》為她帶來無數的掌聲及人氣，也把馬來西亞中文電視劇集推向高峰。
2009年後她多在馬來西亞發展。 
2010年憑《情牽南苑》一劇勇奪首屆馬來西亞《金視獎》最受歡迎女演員。 
2012年憑《碳香》蟬聯馬來西亞金視獎最受歡迎女演員，同時也在亞洲電視大獎憑《香火》打敗來自菲律賓， 台灣和香港的代表贏得最有潛力女藝人獎。
2013年在馬來西亞首個女性頒獎典禮贏得觀眾票選貝拉熒幕獎，人氣不受質疑，同年荣获Prestige Magazine's 40歲以下40青年成就獎、2013年中華名人錄第三屆卓越華人頒獎典禮卓越華人獎。
2014年她憑《香火》在第三屆金視獎荣获最佳女主角和五大最受歡迎女藝人，成为双料赢家。同年拍摄賀歲電影《茨場街女王》，被星馬兩地封為最有氣勢的女王。
2016年拍攝電影《蒸發太平洋》，飾演楊琳琳一角，並挑戰不同颊型的角色及戲路。
2017年她憑《歲月留聲》在第四屆金視獎勇奪五大最受歡迎女藝人。同年拍攝電影《我來自紐約2之當我們在一起》，電視劇 《心門》、《小陳醫生》及內地電視劇《田姐辣妹》，被星馬兩地封為多產女王。

## 合作藝人
這位人氣女星也陸續獲邀參與多部中国製作，與陳坤，陸毅，袁泉合作電影《我和我前妻談戀愛》， 與胡軍，佘詩曼合作《建元風雲》，現在內地和李幼斌合作電視劇《郵差》。 同時她高挑的身型讓她在短時間內成為時尚界的寵儿，是馬來西亞、新加坡和香港各大品牌力邀出席活動和的最佳代言人。

## 電影
| 首映   | 戲名                      | 角色           | 備註                                   | 性質           |
| 2000年 | 神偷次世代                | Apple          | (與黎明、陳小春、舒淇、李燦森合演)     | 客串           |
| 2000年 | 夏日的么么茶              | Summer代表律师 | (與任賢齊、鄭秀文、陳慶祥、王光良合演) | 女配角         |
| 2006年 | 犀照                      | 蘇絲           | (與馮德倫、鐘欣桐合演)                 | 客串           |
| 2006年 | 情意拳拳                  | Mango          | (與黃子華、應采兒、安志傑合演)         | 两大女主角之一 |
| 2008年 | 奪標                      | 李森           | (與張衛健、黃翠如合演)                 | 两大女主角之一 |
| 2009年 | 愛你·一生一世             | 李巧慧         | (與江家榮、許佳麟、顏薇恩合演)         | 第一女主角     |
| 2010年 | 跟我的前妻談戀愛          | 趙慧           | (與陳坤、陸毅、袁泉合演)               | 两大女主角之一 |
| 2013年 | 恨之入味                  |                | (與陳詩莹、葉良財、陳浩然、曾玟瑋合演) | 第一女主角     |
| 2014年 | 茨廠街女王                | 余平安(Angel)  | (與陳漢瑋、葉良財、黃國翔、李欣怡合演) | 第一女主角     |
| 2016年 | 蒸发太平洋                | 杨琳琳         | (與张雨绮、廖碧儿合演)                 |                |
| 2017年 | 我来自纽约2之当我们在一起 | 林淑娴         | （与狄龙、陈沁霖、陈智深、谭俊彦合演） | 女配角         |

## 電視劇（香港）
| 首播   | 劇名     | 角色   | 備註                                                 | 性質     |
| 2007年 | 補習天后 | Agnes  | (與葛民輝、余安安、葉璇、陳雅倫、衛志豪、瑪利亞合演) | 客串     |
| 2022年 | 女法醫JD | 翁瑞玲 | (與Twins合演)                                        | 單元角色 |

## 電視劇（中國大陸）
| 首播   | 劇名       | 角色   | 備註                                 | 性質   |
| 2013年 | 忽必烈傳奇 | 海迷失 | (與胡軍、佘詩曼、呂良偉、马浚伟合演) | 女配角 |
| 2015年 | 郵差       | 蘇麗娜 |                                      | 女配角 |
| 2017年 | 田姐辣妹   | 田美   |                                      | 女配角 |
| 2020年 | 功夫战警   | 艾達   | 2016年拍攝                           |        |

## 電視劇（馬來西亞）
| 首播        | 劇名       | 角色             | 備註                                                                                   | 備註           |
| 2008年      | 情牽南苑   | 林玉蘭（玫瑰）   | (與戴倩雲、王淑君、葉良財、李銘仲、蔡河立、謝佳見合演)                                 | 第一女主角     |
| 2010年      | 炭鄉       | 姚鳳             | (與楊威文、李銘仲、謝佳見、王駿合演)                                                   | 第一女主角     |
| 2010年      | 情牽南洋   | 葉楓             | (與李銘仲、吳維彬、蔡河立、王淑君、釋福如、吳佩其合演)                                 | 第一女主角     |
| 2012年      | 香火       | 謝玉華           | (與楊雁雁、李銘仲、蔡河立、謝雯惠合演)                                                 | 兩大女主角之一 |
| 2012年      | 哈比全家福 | 拜金表姐         | (與辛偉廉、蔡佩璇、王淑君、蔡河立、李銘仲合演)                                         | 客串           |
| 2012年      | 半邊天     | 洛琳             | (與李銘仲、吳維彬、釋福如、童冰玉、章縝翔、王駿、蔡子樣、呂愛瓊合演)                   | 第一女主角     |
| 2013年      | 聚寶盆     | 沈唐唐           | (與陳凱旋、張惠虹、王淑君、李銘仲、王冠逸、林靜苗合演)                                 | 第一女主角     |
| 2013年      | 歲月留聲   | 宋巧華           | (與李銘仲、蔡河立、梁麗芳、釋福如合演)                                                 | 第一女主角     |
| 2014年      | 憶起回家   | 邓慧萍           | (與陳凱旋、李洺中、張惠虹、蔡河立、莊仲維、王冠逸、王淑君、王愛玲、秦雯彬合演)         | 第一女主角     |
| 2015年      | 幸福专卖店 | 幸福专卖店老板娘 | (與吴俐璇、王淑君、张惠虹、庄可比、辛伟廉、李伟燊、杜尉纶、张孳玜、洪子涵、萧丽玲合演) | 客串           |
| 2017年      | 心門       | 李嘉             | (與黃浩然、李銘仲、蔡佩璇、葉良財、林廷奕、莊惟翔、釋福如合演）                        | 第一女主角     |
| 2017-2018年 | 小陳醫生   | 梦园             | (與陳澤耀、郭曉東、蔡昕樂、張熙恩、林廷奕、童欣、林斌骅合演）                          | 两大女主角之一 |

## 獎項

### 演技獎項
| 年份 | 頒獎典禮              | 獎項       | 影視作品     | 角色           | 結果 |
| ---- | --------------------- | ---------- | ------------ | -------------- | ---- |
| 2007 | 第26屆 香港電影金像獎 | 最佳新演員 | 《情意拳拳》 | Mango          | 提名 |
| 2010 | 第1屆 金視獎          | 最佳女主角 | 《情牽南苑》 | 林玉蘭（玫瑰） | 提名 |
| 2012 | 第2屆 金視獎          | 最佳女主角 | 《炭鄉》     | 姚鳳           | 提名 |
| 2012 | 第17屆 亞洲電視大獎   | 最佳女主角 | 《香火》     | 謝玉華         | 提名 |
| 2013 | 第18屆 亞洲電視大獎   | 最佳女主角 | 《半邊天》   | 洛琳           | 提名 |
| 2014 | 第3屆 金視獎          | 最佳女主角 | 《香火》     | 謝玉華         | 獲獎 |
| 2017 | 第4屆 金視獎          | 最佳女主角 | 《歲月留聲》 | 宋巧华         | 提名 |

### 其他獎項
| 年份   | 活動                                       | 獎項                                                           |
| 1998年 | Astro國際華裔小姐競選                      | 冠軍、最上鏡小姐、優雅小姐、最受觀眾歡迎小姐、最受傳媒歡迎小姐 |
| 2010年 | 第一屆金視獎頒獎典禮                       | 最受歡迎女演員                                                 |
| 2012年 | 第二屆金視獎頒獎典禮                       | 最受歡迎女演員                                                 |
| 2012年 | 第17屆亞洲電視大獎                         | 最佳女主角（高度推崇榮譽）                                     |
| 2013年 | 馬來西亞首個女性頒獎典禮                   | 觀眾票選貝拉熒幕獎                                             |
| 2013年 | Prestige Magazine's 40歲以下40青年頒獎典禮 | 40歲以下40青年成就獎                                           |
| 2013年 | 中華名人錄第三屆卓越華人頒獎典禮           | 卓越華人獎2013                                                 |
| 2014年 | 第三屆金視獎頒獎典禮                       | 五大最受歡迎女藝人                                             |
| 2017年 | 第四屆金視獎頒獎典禮                       | 五大最受歡迎女藝人                                             |
| 2017年 | 第十二屆首爾國際電視節                     | 亞洲明星獎                                                     |

## 外部連結
- 吴天瑜官方網站
- 吳天瑜的Facebook專頁
- 吴天瑜官方Instagram（页面存档备份，存于）
- 吳天瑜的新浪微博
- 吴天瑜官方面子書（页面存档备份，存于）
- 吴天瑜官方後援會Instagram（页面存档备份，存于）

| 前任： 林奕廷 | 大马NTV7金视奖 最佳女主角 2014年 | 繼任： 張惠虹 |

| 首任 | Astro國際華裔小姐競選冠軍 1998年 | 繼任： 何赞妮 |